# Čestný hrob

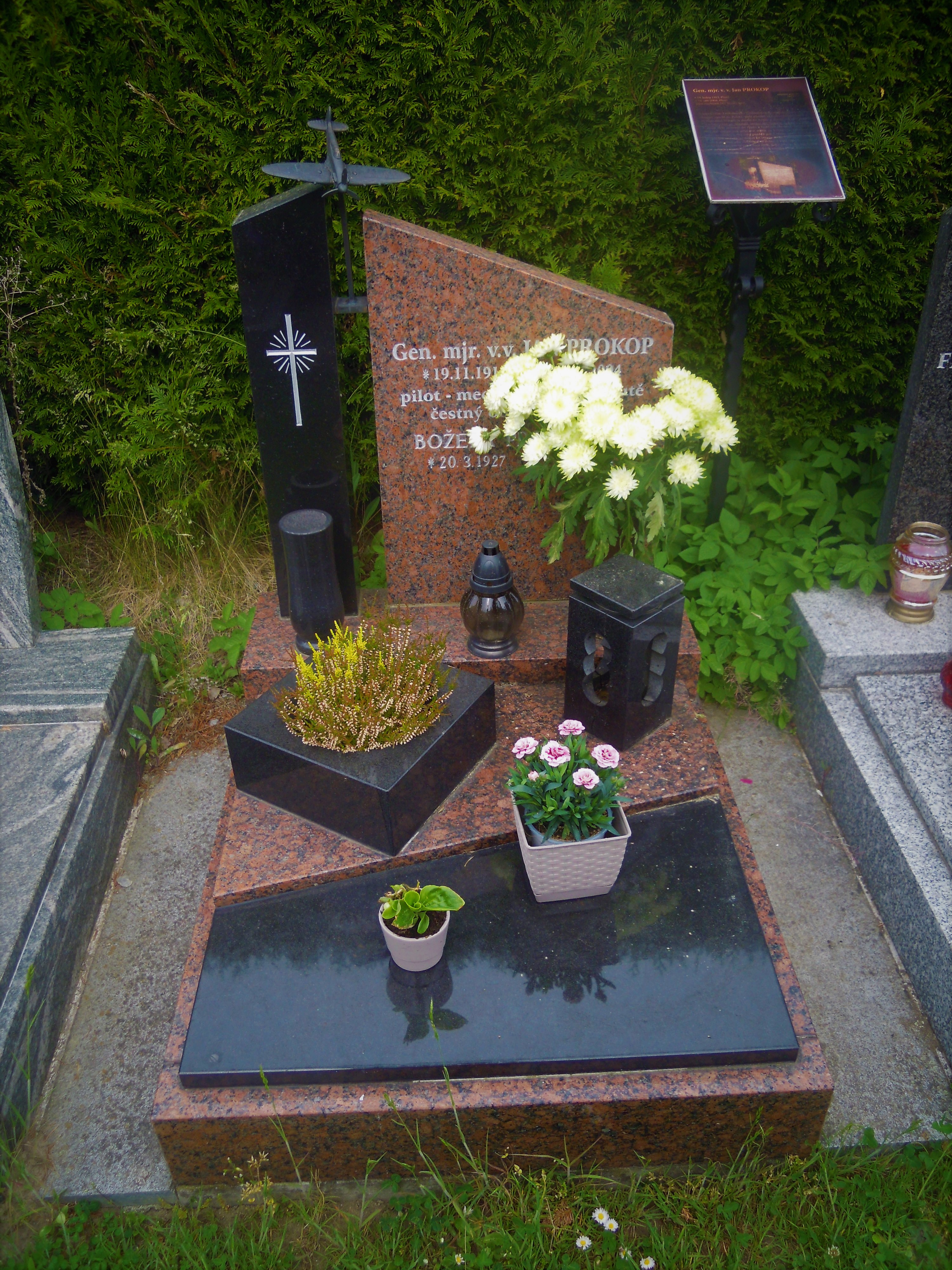
Čestný hrob genmjr. Jana Prokopa, pilota RAF na plzeňském hřbitově Bolevec

Čestný hrob je speciálně uznaný hrob, který je vyhrazen pro významnou osobnost, která se zasloužila o město nebo obec a jejíž činnost byla mimořádně společensky prospěšná a všeobecně uznávaná.
Čestný hrob jako forma ocenění může být udělen například v případě, kdy čestný občan nebo osoba, jíž by jinak bylo uděleno čestné občanství, již zemřela. Konkrétní pravidla pro udělení označení "čestný hrob" si stanovují jednotlivá města a obce.
Hroby bývají navrhovány a schvalovány městy či obcemi (zastupitelstvem, městskou radou, radou obce apod.) Návrh na zřízení čestného hrobu mohou podávat i sami občané či organizace. K prohlášení hrobu za čestný je nutný souhlas nájemce hrobového místa.
V některých případech, kdy je hrob prohlášen za čestný, zajišťuje plnou či částečnou péči o hrob město nebo obec. Majetkoprávní vztah k hrobovému místu a dohodu o údržbě hrobu a způsobu jejího financování pak definuje smlouva.
Vedle čestných hrobů existují tzv. čestná pohřebiště. Jedná se o speciálně zřízená místa na hřbitově, kde jsou pohřbeni významní lidé, hrdinové nebo oběti válečných konfliktů či represí. Jsou to pietní místa, která slouží k úctě k těmto osobám a vzpomínce na ně. Příkladem může být např. Čestné pohřebiště na Ďáblickém hřbitově.